# Eketorps borg

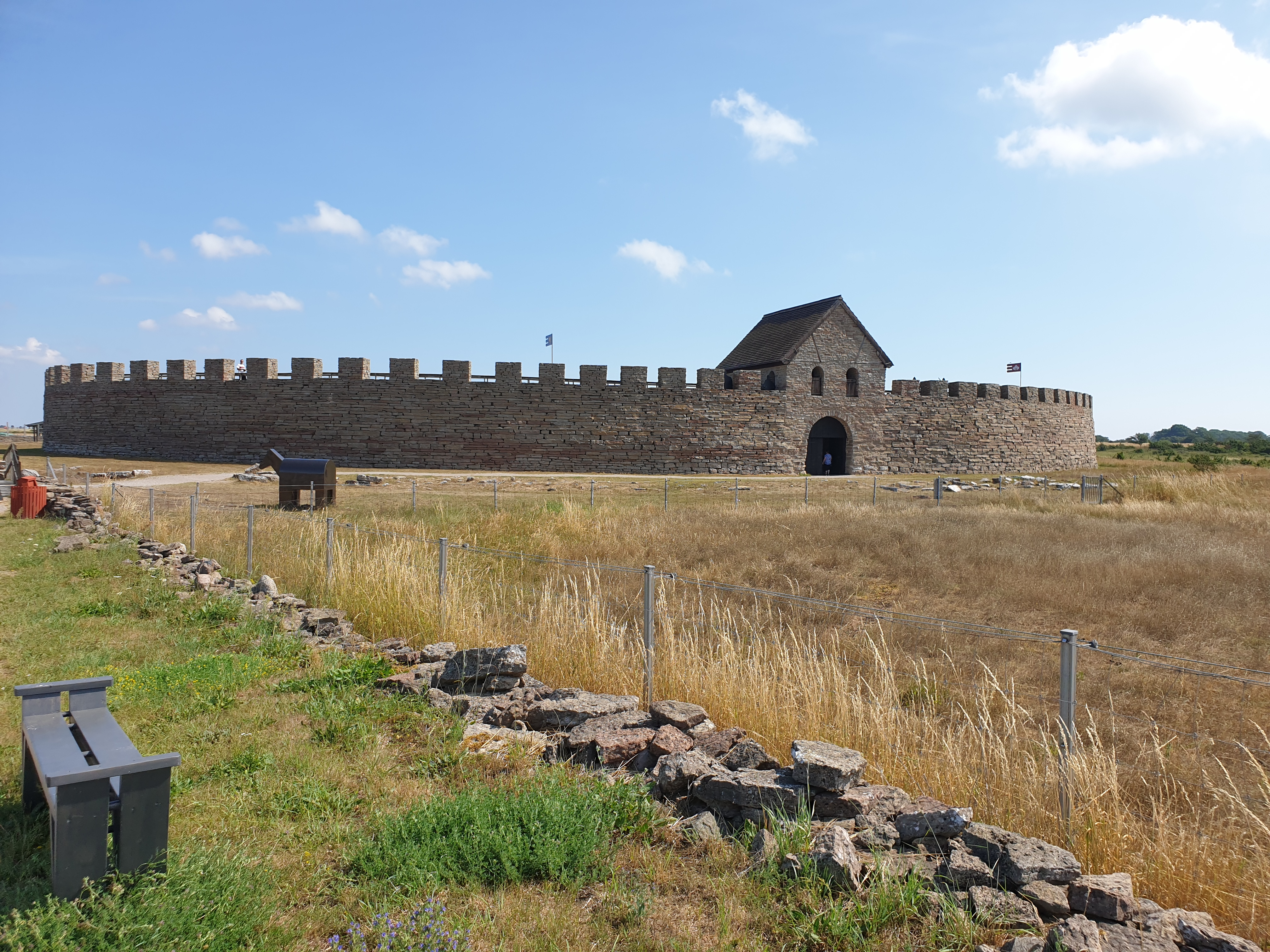
Eketorps fornborg

Eketorps borg är en fornborg från järnåldern belägen på Stora alvaret i Gräsgårds socken på sydöstra Öland. Borgen byggdes ut avsevärt på 400-talet och har genom tiderna haft växlande funktioner; från tidigare defensiv ringborg till förläggning för en kavallerigarnison. Under 1900-talet rekonstruerades Eketorp av Riksantikvarieämbetet under ledning av professor Mårten Stenberger och arkitekt Nils Arne Rosén. Platsen har använts för att visa medeltida hantverk och tekniker och har också använts för att iscensätta medeltida slag. Eketorps borg är det enda av 15 kända förhistoriska försvarsverk på Öland som har blivit fullständigt utgrävt. Bara vid Eketorp hittades 27 000 olika föremål. Södra Ölands odlingslandskap klassades 2000 som världsarv av Unesco.

## Historik

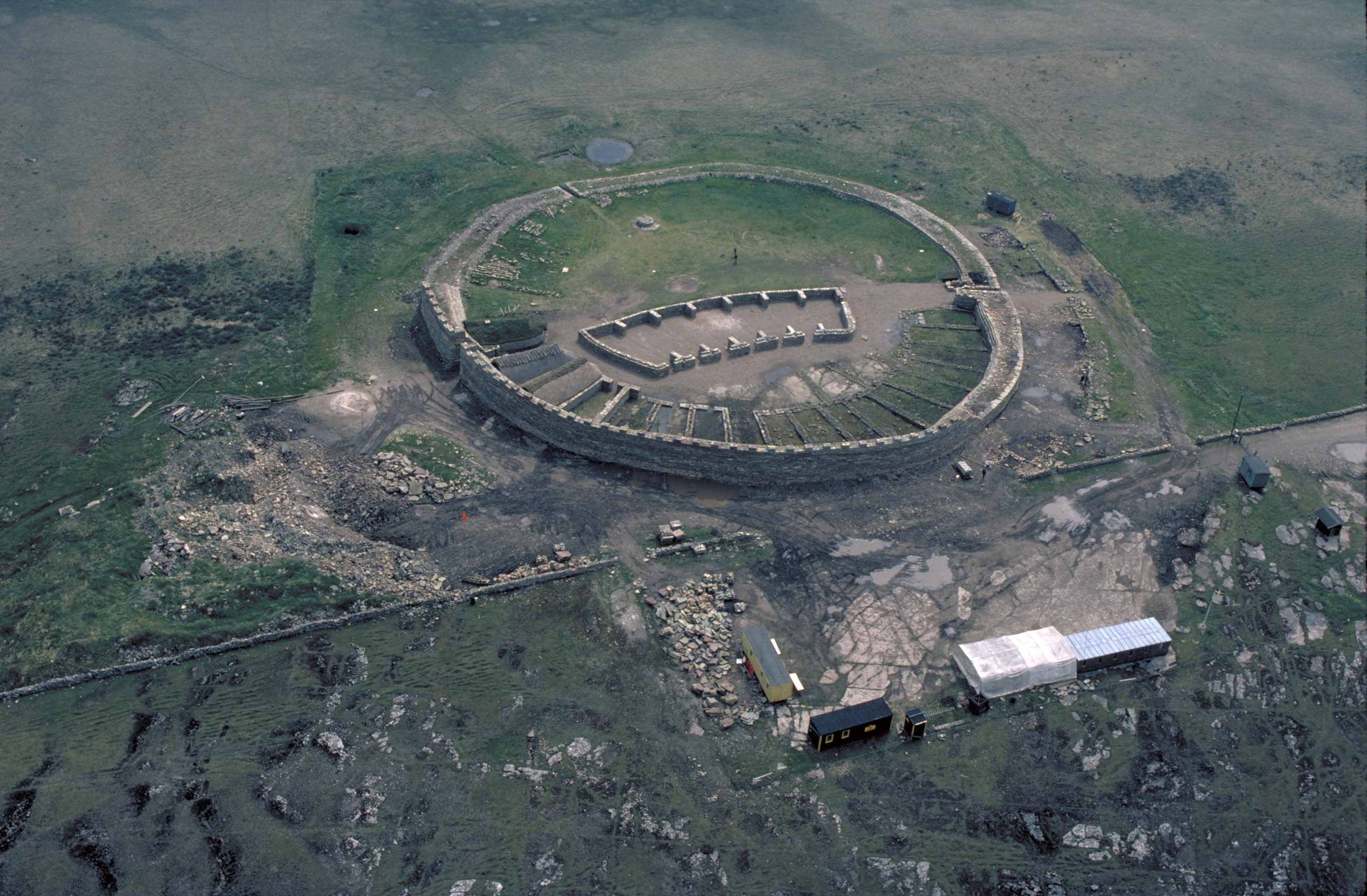
Flygbilden av Eketorps borg är sannolikt tagen i mitten av 1970-talet.

Eketorp uppfördes av den ursprungliga järnåldersbefolkningen runt år 300 e.Kr. under en period då de bosatta hade nära band till Romarriket. En teori är att ringborgar vid den här tiden var en religiös-, fest- eller tingsplats. Samtidigt skyddade befästningen lokalbefolkningen när fiender invaderade. Det första försvarsverket mätte cirka 57 meter i omkrets. Kalksten användes; stenarna staplades på varandra. Bruk eller annat bindmedel användes inte.
På 400-talet utökades cirkeln till cirka 80 meter i diameter. Från den här tiden har man hittat 52 celler, eller mindre strukturer inom anläggningen. Vissa låg mitt i borgen och andra var inbyggda i ringmuren. Under senare delen av 600-talet övergavs borgen. Orsaken är inte känd. Borgen förblev oanvänd till tidigt 1000-tal, då den byggdes upp på nytt. Den gamla strukturen användes, med undantag för att vissa av de inre strukturerna som tidigare var i sten ersattes med timmerkonstruktioner. Dessutom restes en andra försvarsmur. Enligt arkeologer som bott i Eketorp under vinterförhållanden, kan husen uppvärmas till 25 grader genom att med ved elda i befintliga enkla eldstäder med rökavlopp i gavelspetsarna.[källa behövs]
Eketorps konstruktion brukar delas in i tre olika faser:
- Eketorp I (300–400 e Kr)
- Eketorp II (400–650 e Kr)
- Eketorp III (1170–1240 e Kr).

Idag är borgen öppen för turister och ett museum inuti borgen visar föremål och en utställning om Ölands 15 fornborgar. Sommartid finns aktiviteter som pilbågsskytte, brödbakning och pyssel av olika slag. I Barnens museum kan barnen lära sig mer om järnåldern och även prova järnålderskläder.

## Galleri

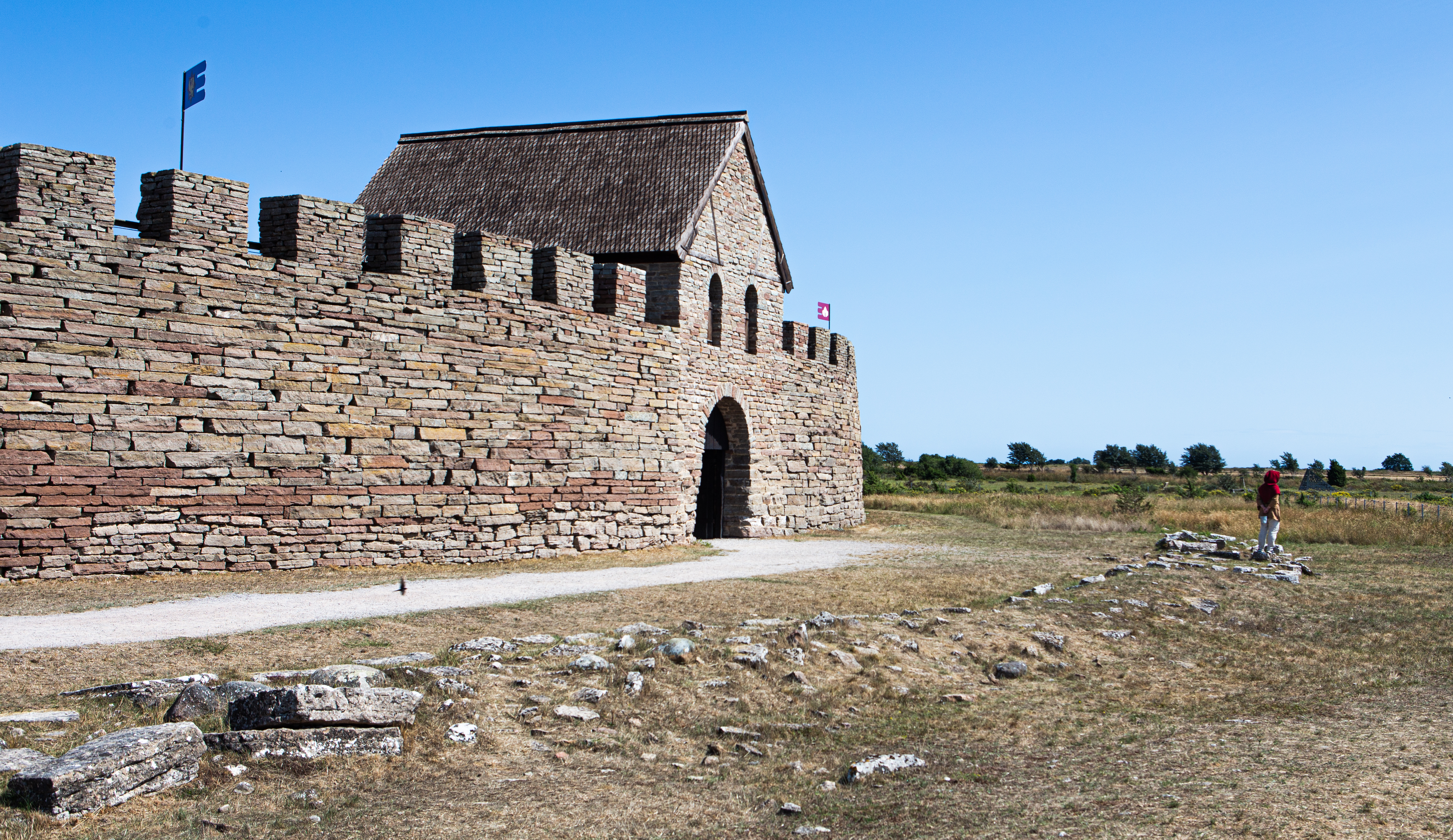
Borgens ingång.
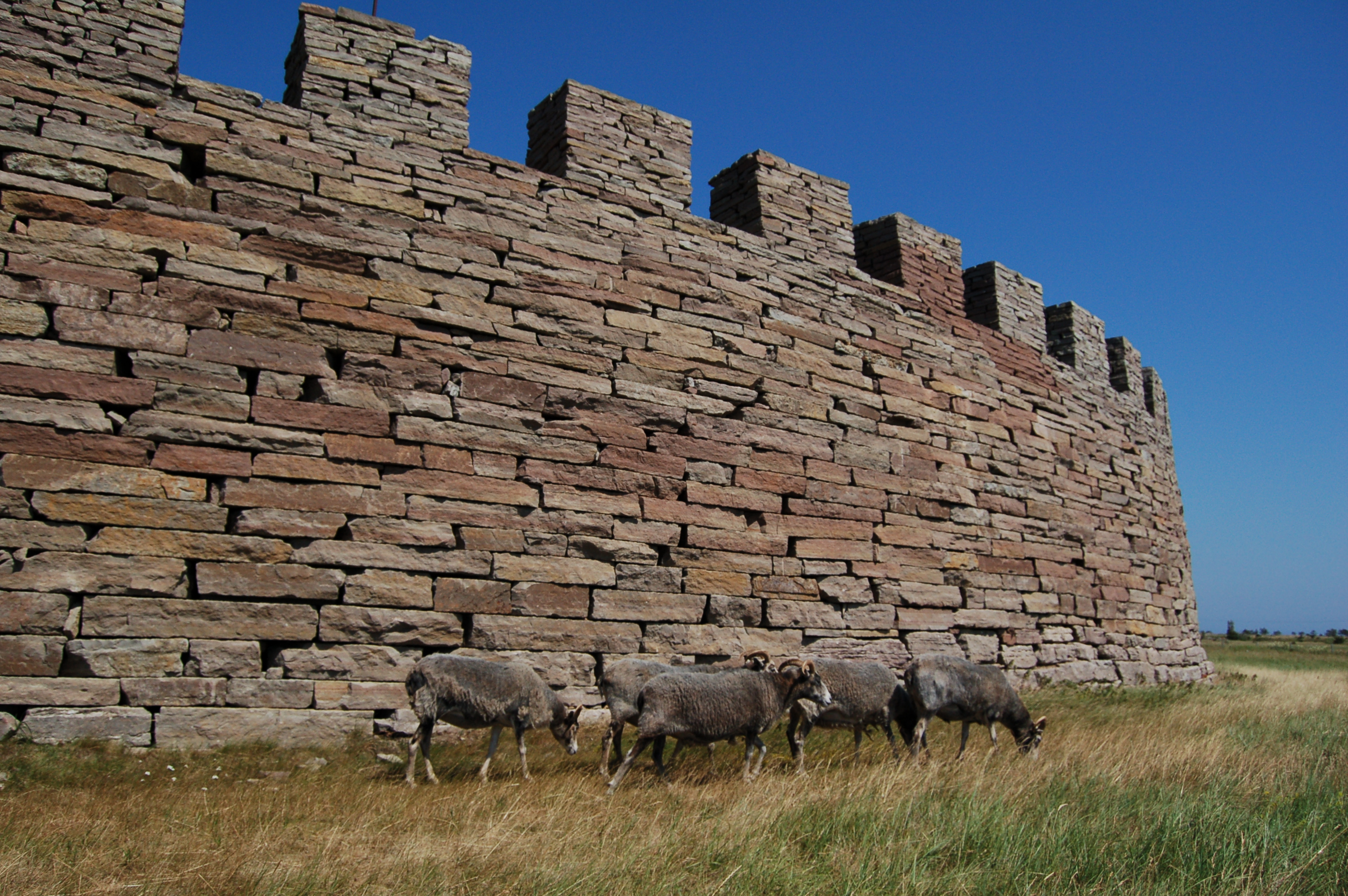
Får utanför borgen
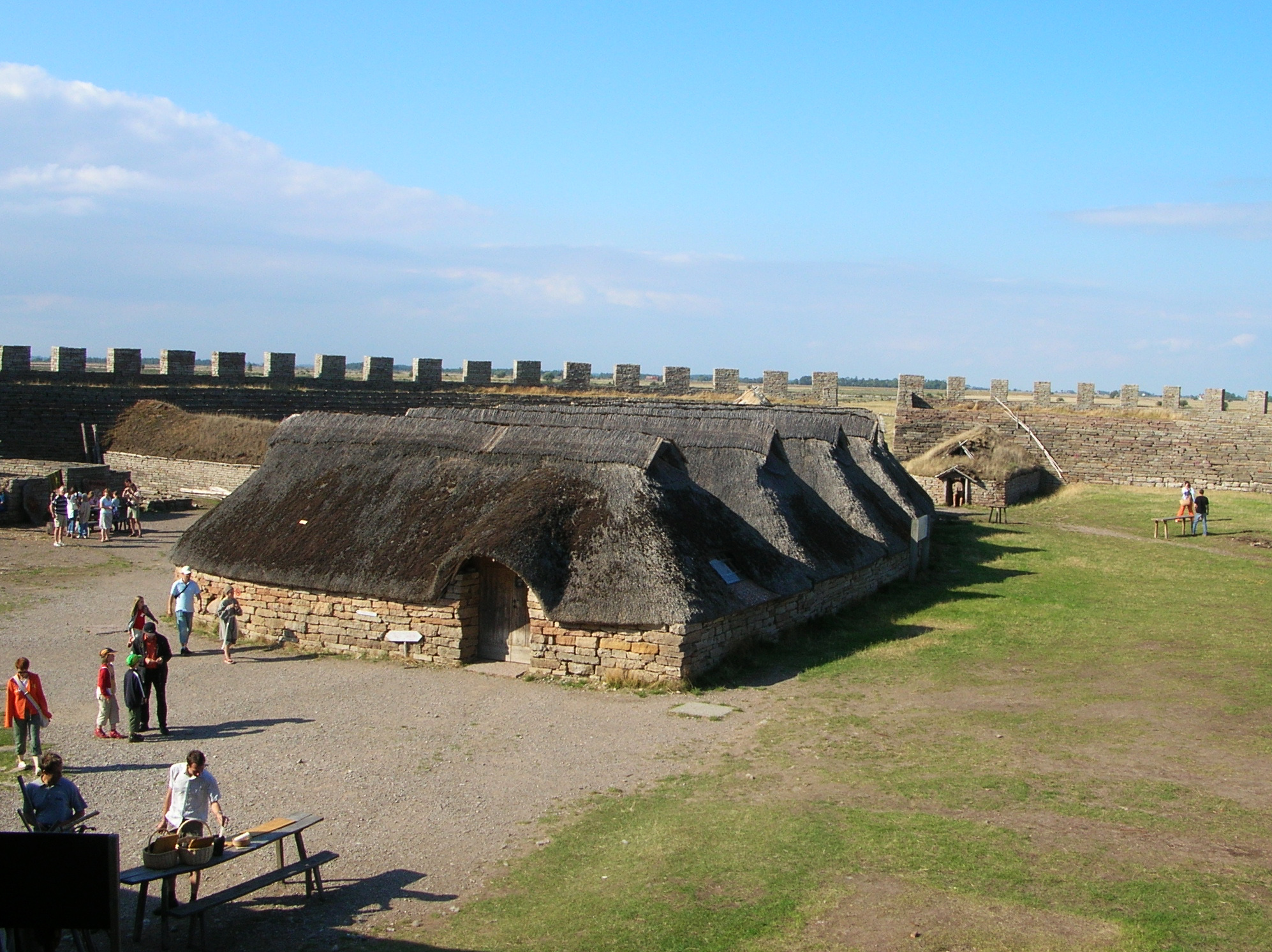
Långhus innanför murarna

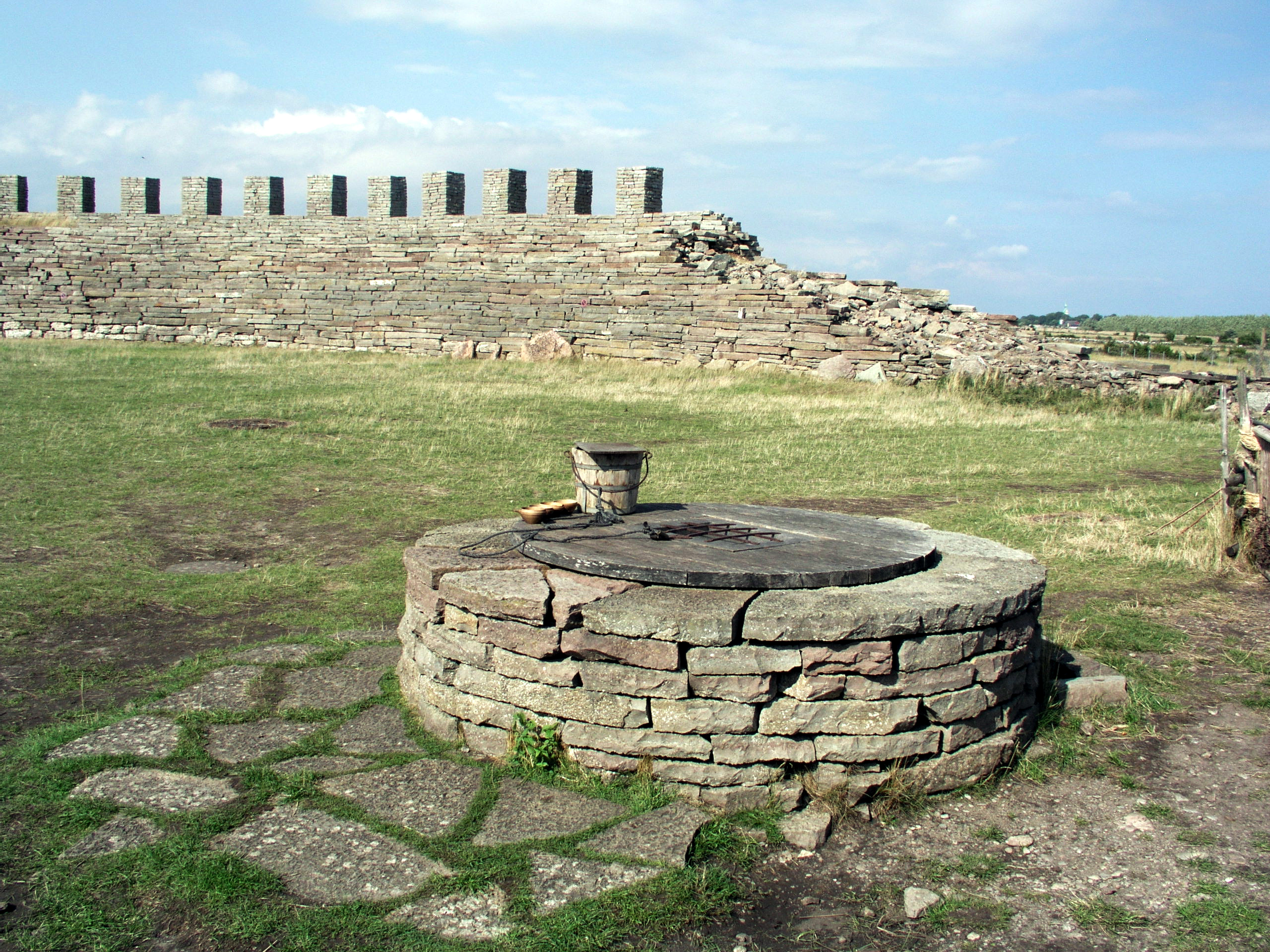
Brunnen inuti borgen
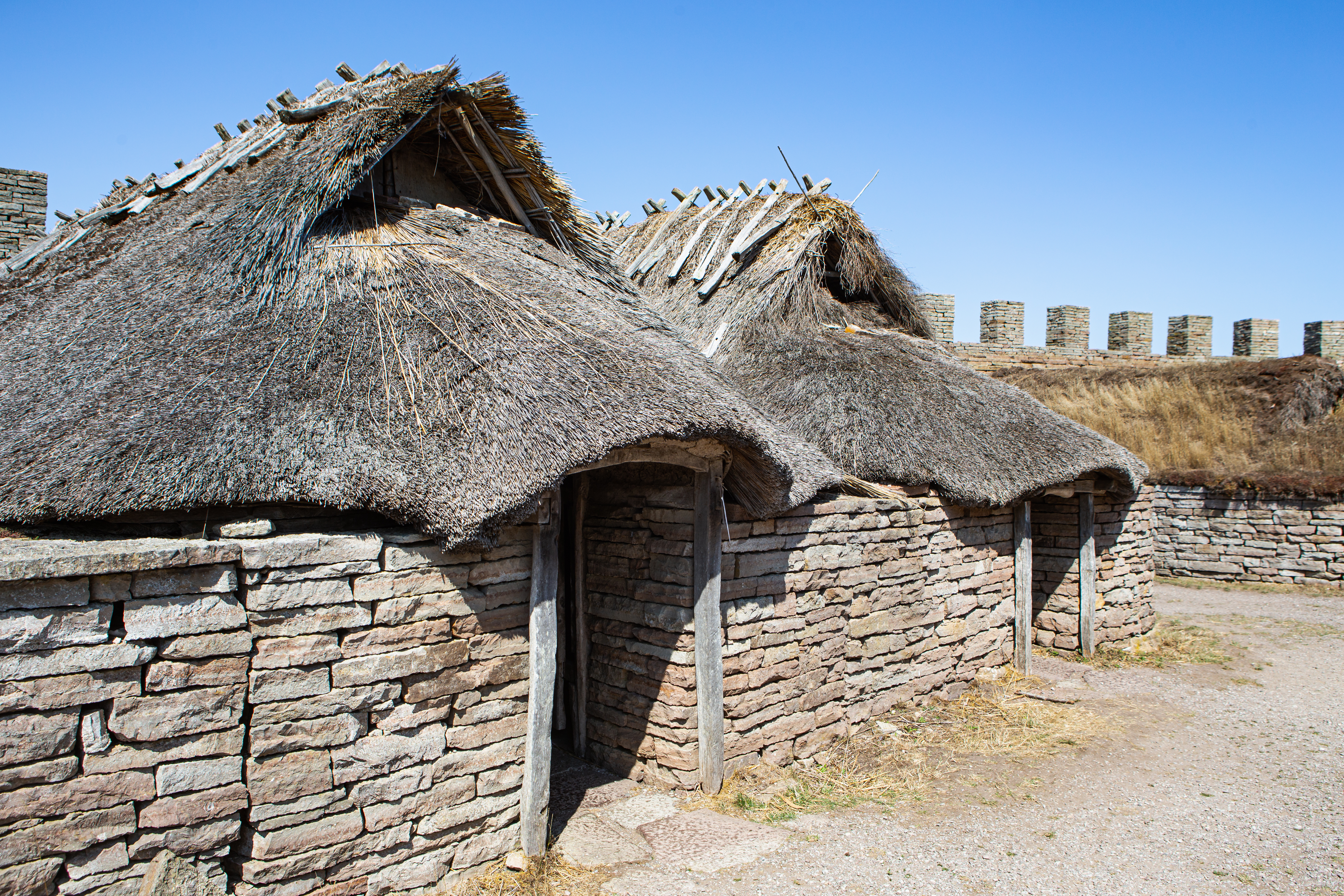
Rekonstruerade hus
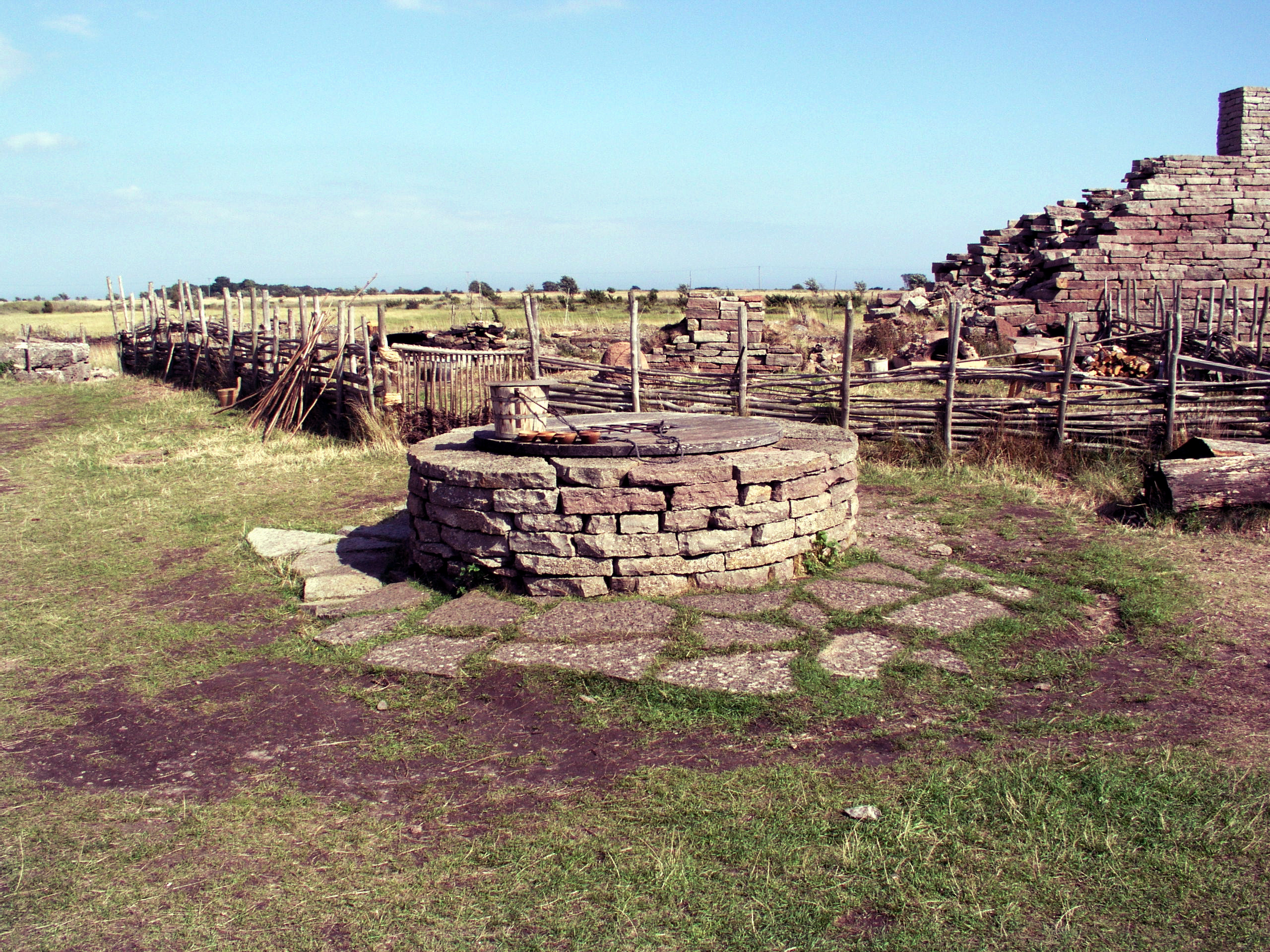
Brunnen vid Eketorps borg.